# Xafrànne
Xafrànne (en (ucraïnès): Шафранне) és un poble de la República Autònoma de Crimea a Ucraïna, que el 2014 tenia 244 habitants. Pertany al districte de Simferòpol.